# بورلی ویلس
بورلی ویلس (انگلیسی: Beverly Wills؛ ۷ ژوئن ۱۹۳۳ – ۲۴ اکتبر ۱۹۶۳) یک هنرپیشه اهل ایالات متحده آمریکا بود.
از فیلم‌ها یا برنامه‌های تلویزیونی که وی در آن نقش داشته است می‌توان به بعضی‌ها داغشو دوست دارن اشاره کرد.